# “文学少女”シリーズ
『“文学少女”シリーズ』（ぶんがくしょうじょシリーズ）は、野村美月による日本のライトノベルシリーズ。イラストは竹岡美穂が担当。ファミ通文庫（エンターブレイン）より、2006年4月から2011年4月にかけて全16冊（長編8冊、短篇集4冊、外伝4冊）が刊行された。また、これを原作としてコミカライズ・劇場アニメ化などのメディアミックス展開が行われている。2011年4月時点でシリーズ累計発行部数は250万部を記録している。
本作は実在の文学小説が題材となっており、その小説をなぞるかのように物語が展開したり、登場人物がその小説に強い影響を受けたりしている（題材は#既刊一覧参照）。物語は基本的に井上心葉の一人称で進むが、その物語の合間には登場人物の「誰か」の文章・心情などがその人物の一人称で語られる。
タイトルロゴは縦書きで、「〝文学少女〟」とダブルミニュートが使われる。横書きではダブルクォーテーションマークが使われる。
海外向け（英語）では『Book Girl』と表記される。

## シリーズ展開
2006年5月10日に初刊『“文学少女”と死にたがりの道化（）』を刊行後、シリーズとして続刊化。2011年5月時点、ライトノベルは長編（本編）は全8巻、短編集は「恋する挿話集（）」シリーズ全4巻、外伝は「“文学少女”見習い」シリーズ全3巻と「半熟作家と“文学少女”な編集者（）」がファミ通文庫（エンターブレイン）より刊行されている（計16巻）。このうち、本編は『“文学少女”と神に臨む作家（）下』を以って完結しており、DVDやBD特典など収録分を除く短編エピソードは『恋する挿話集（）4』を以って全て収録されている。このうち外伝は日坂菜乃を主人公とした「“文学少女”見習いの卒業」、“文学少女”天野遠子に振り回される雀宮快斗を主人公とした「半熟作家と“文学少女”な編集者（）」で完結した。
ちなみに作者は、外伝も含むこのシリーズについて、刊行された順番で読んでいくことを強く推奨している。

## あらすじ

### 本編
高校2年生の今、「普通の男子高生」の主人公・井上心葉。モットーは「君子危うきに近寄らず」という彼は、過去に大きなトラウマを抱えていた。そんな彼がひょんな事から、生粋の文学少女である天野遠子の秘密「文学を食べる」ことを知ってしまう。秘密を知ったことで彼は、遠子が部長を務める文芸部に強制的に入部させられ、毎日毎日三題噺を書かされることとなってしまった。天真爛漫で無邪気な遠子に振り回され、「これは事件よ！」の台詞に頭を抱えながらも、遠子が首を突っ込んださまざまな事件を解決に導く手助けをしていく。その中で関わりを持った竹田千愛、芥川一詩、櫻井流人、姫倉麻貴、琴吹ななせなどに少しずつ心を開き、やがてトラウマの元となった、ある少女と再会を果たす。そして彼の物語が読み解かれ過去から解放されたとき、心葉と遠子は今までの信頼を互いに裏切ってしまう。千愛、一詩、流人、麻貴、ななせ、そして心葉……。あたたかく、甘く、優しい文学少女の手によってすべての物語が読み解かれ終えたとき。読み手であった文学少女・天野遠子の物語が綴られる。彼女の物語を読み解いていくにつれ心葉たちの運命もまた、少しずつ動き出すのであった。

### 外伝
高校2年生の井上心葉は、桜が舞い散る黄昏の校庭で、卒業し北海道の大学に進学する天野遠子に別れのキスをした。遠子の後ろ姿を見て泣き崩れる井上心葉の姿を、人知れず見ていたのは外伝の主人公となる日坂菜乃だった。その姿に日坂菜乃は一目ぼれし、入学後になって彼が文芸部の部長であることを知り入部する。しかし、彼女は小説など読んだこともない素人であり遠子とは全く性格が異なるのだが、なぜか天野遠子を彷彿させるおてんば娘だった。井上心葉は、彼女が首を突っ込み厄介なことになると、遠子並みの「想像」で菜乃を助けるなど、本編には見られない男らしさが垣間見られる。

## 登場人物
※声は特記のない限りドラマCD版・劇場アニメ版・OVA版共通。

### メインキャラクター
天野 遠子（あまの とおこ）
声 - 花澤香菜
本作のヒロイン。聖条学園3年生。文芸部部長で、心葉の先輩にあたる女性。自称“文学少女”であり、物語を愛するゆえに純文学の本や小説の原稿を文字通り紙ごと食べる美食家。この行為をみて心葉は妖怪と呼び気味悪がるが、本人は言われる度に“文学少女”だと否定している。普通の食材も食べることができるものの、本人にとってはただの味がしない無機物にすぎない（ゆえに、物語を食べ物の味に例えて表現しているのもあくまで想像上のもの）。図書委員以上に図書室について詳しいなど、文学にも精通している。幽霊や呪い、ホラーやスプラッタが苦手であり、その話が飛び出すごとに顔色を悪くしたり悲鳴や言葉にならない声を上げたりする。しかし、本人は先輩としての威厳が損なわれることを理由に見栄を張ったりごまかそうとしたりしている。得意教科は国語と英語。外国語は外国文学作品を原書で読みたいがために、英語以外にも中国語やフランス語も勉強しているらしい。苦手科目は数学。数字を食べたとしても1つ1つ文字に意味がないため、味はしないという。また保健体育の知識も豊富である。華奢な体つきでバストは推定Aカップで、本人もそのことを気にしている。
また恋愛にも興味があるようだが、ある有名な占い師に占ってもらった所、高校現在恋愛大殺界中らしい。ずっと前から心葉を「男の子」として認識していた。
長い2本の三つ編みに色白の肌、セーラー服のその姿は古式ゆかしい文学少女そのものだが性格は無邪気でお気楽で天然気味。かなりの妄想狂で物語めいた空想を巡らしたり、こうと決めたら人の意見も聞かず行動に移したりする。頼まれてもいないのに人の事情に首を突っ込むようなおせっかい焼きな面もあり、事あるごとに心葉の冷めた態度や嫌がらせを受けては泣いたりいじけたりするが、そんなことも忘れたかのようにすぐ機嫌を直すポジティブ思考で、彼を度々引っ張りまわしている。その一方で妙なところで勘が鋭く、ここぞというときにはとても細やかな心配りが出来る人でもある。
様々な物語を読む事と食べる事に熱心。心葉がどんなに滅茶苦茶な話を書いても、それを決して残さないなど文学に対しては真摯で命の危機にさらされても本のことを心配している程である。また、「廃棄していい本なんて、この世に一冊たりとも存在しない」と主張するほど他者が話や本を処分することを非常に嫌う。自分はあくまで「探偵」ではなく、ただの「文学少女」。ゆえに自分がするのは「推理」ではなく「妄想」、もとい「想像」とは本人の弁。
当初の構想ではクールなキャラクターとなっていたが、心葉とのバランスが悪かったことから現在のキャラクターへと変更された。

井上 心葉（いのうえ このは）
声 - 入野自由 / 少年時代 - 斎藤千和
本作の主人公。見習いシリーズでは副主人公をつとめる。聖条学園に通う高校2年生。中学3年生の時に生まれて初めて書いた「青空（ソラ）に似ている」という小説を「井上ミウ」というペンネームで文芸雑誌に応募したところ大賞を受賞、14歳の謎の美少女覆面作家として売り出される。本は大ベストセラーとなり映画化やドラマ化もされ社会現象となるが、当時想いを寄せていた美羽が学校の屋上から飛び降りた事によるストレスから過呼吸を起こして倒れ、一時引きこもりとなり執筆を断念。この事件がもとで他人とのかかわりをできるだけ避ける消極的な性格になるが、遠子との出会いにより少しずつ快活な性格を取り戻しつつある。学校生活では猫をかぶっていることが多い。
現在は普通の男子高校生として生活しているものの遠子の秘密を知ったことで文芸部に無理矢理引きずり込まれ、様々な事件（厄介ごと）に首を突っ込み、部活では彼女のおやつ係で彼女のズレた言動にツッコミを入れる日々を送っている。部活に入った当初は遠子に振り回される日常から解放されたいと思っていたが、本当は頼れる存在である遠子を後に心から信頼するようになり、作中何度くじけるも彼女に救われている。恒例の三題噺では時々わざと変な話を書いて遠子に嫌がらせをしたりもしているが、時々彼女好みの甘くておいしいおやつを書いてあげることも。勉強はできる方であり、理数系を得意としている。
『見習いシリーズ』では高校3年生で、卒業した遠子に代わって文芸部の部長を務める。菜乃を始めとした女生徒に振り回されるのは相変わらずで、特に菜乃に対してはズレた言動や話にため息をつくことも多いが、本当は彼女を大切に思っていて先輩らしい一面も見せるようになっている。3年生になってから女子生徒（主に下級生）に人気になった。菜乃曰く「ツンデレ」らしい。

朝倉 美羽（あさくら みう）
声 - 平野綾
心葉の過去の想い人で幼馴染。家庭事情に苦しんでおり、「汚れた世界」から解放される作家になることを目指していたが、中学時代心葉との「井上ミウ」の一件が引き金となり、心葉の目の前で中学校の屋上から飛び降りる事件を起こし、彼に大きなトラウマを植え付け自らの心も傷つけた。現在は和解し、一詩と共にリハビリに精を出している。以降は一詩と一緒にいる姿が多く見られていた。
ななせとは違った意味でぶっきらぼうな性格で、常に周囲ではキツイ性格をしているが、本人は「誰かを幸せにできる人間になりたかった」と言っているように、本当は他人に気遣いができる性格である。一詩には悪態をつくことも多いが、異性としては満更でもない一面も見せる。現在はショートヘアだが、中学生時は髪が長くポニーテールにしていた。
琴吹 ななせ（ことぶき ななせ）
声 - 水樹奈々
心葉の同級生。図書委員。中学時代のとある出来事から心葉に想いを寄せている。高校で再会したが、自分の本心を偽っている心葉に対して苛立ちを感じている。遠子を尊敬しているが同時に心葉と仲が良いため、嫉妬してもいるらしい。茶髪でスタイル抜群。美人であるためクラスの男子の間でも人気がある。友達思いであり、クラスメイトの森とは親友で、学校の違う夕歌とは大の親友。極度のツンデレで、心葉を前にするとまともにしゃべれなくなるくらいの恋愛下手。真っ直ぐな性格で、曲がったことが大嫌い。
『見習いシリーズ』では高校3年生で、菜乃の先輩として登場。心葉とは高校2年生の卒業式の日に振られたことから、また心葉への思いを抑え込むために疎遠となっていたが、それでも心葉を諦めきれず、さらに菜乃に「もう楽になってもいい」と言われたことからモヤモヤが晴れ、再び心葉への思いを胸に抱いた。このことから、菜乃とも恋のライバル関係になるが、菜乃には物事を教えたりしているなど、それでも良き先輩である。

櫻井 流人（さくらい りゅうと）
声 - 宮野真守
遠子の居候先の息子で、弟のような存在。 現在高校1年生だが、大学生でも通用する容姿をしている。『サロメ』のような愛憎溢れた激しい恋愛が好みだという、かなり変わった嗜好をもつ。自称精神的マゾ。とにかく女性にモテるため、3股4股は当たり前。しかし遠子にだけは頭が上がらない。人脈（主に女性）やパソコンを使った情報収集が得意で、行動力も異常に高い。明るく社交的だが、目的のためなら手段を選ばない冷徹な面も。
遠子のことを姉のように思っており、彼女の幸せを願っている。彼女と心葉をくっつけようとなりふり構わず奔走したことも。麻貴とは仲が悪いが、後に好意を持っていたことがうかがえる。今でも相変わらず麻貴には冷たくされたりからかわれたりしている。
芥川 一詩（あくたがわ かずし）
声 - 小野大輔
心葉のクラスメイト。弓道部員。背が高く、整った顔立ちと寡黙な性格の持ち主。成績も1年の中間が4位、期末は2位という優秀さ。運動神経もいいらしく、典型的な優等生である。ある理由から誠実な人間である事を自分に課している。
文化祭のある出来事を通して心葉と友人になり、後に彼と深い絆を結んでいく。恋愛の意味で美羽に好意を寄せており、心配性といわれるほどに彼女の介護と世話に付きっきり。
姫倉 麻貴（ひめくら まき）
声 - 伊藤静
聖条学園理事長の孫娘。3年生。オーケストラ部の部長で指揮者。アイルランド系クォーターであり、周りからは「姫」と呼ばれるほどの美貌を持っている。肉食系で尊大な性格の持主。本当は美術部志望だったが理事長の孫という理由でオーケストラ部に入らされ、その交換条件としてオーケストラ部が練習に利用するホールにアトリエを作ってもらい根城にしている。1年の頃から遠子に執着しており、裸婦画のモデルになるよう口説き続けている。一方、数多くのOBを持つオーケストラ部に所属するため、かなりの情報通。遠子たちも時折情報を求めて彼女のところへやってくる。
遠子とは高校1年の入学式からの付き合いだが、遠子は前述のモデルの件から「変態」と毛嫌いしており、彼女に対して悪態をよく付いているが、麻貴は憤慨する遠子を見て、喜んでいるような節があり、毎度のように遠子をからかっている。だが、遠子も自分なりの気遣いを彼女にみせている。流人とは折り合いが悪く、会う度に何かと憎まれ口を叩きあう仲である。最初の頃は蛍のこともあって嫌っていたが、後にそっけない言動は変わらないがからかったりすることが多くなる。
竹田 千愛（たけだ ちあ）
声 - 豊崎愛生
文芸部にラブレターの代筆を依頼した少女。聖条学園に通う1年生。図書委員。普段は子犬の様に愛らしく純粋で、よく転ぶドジっ娘。だがそれは演じている「竹田千愛」であり本当は何事にも無感動・無関心で、顔に感情が表れない。祖母や親友が亡くなっても何も感情を抱かず、そんな自分に絶望してリストカットや自殺未遂を繰り返している。
日坂 菜乃（ひのさか なの）
『見習いの、初戀。』から登場した、外伝の主人公。聖条学園で心葉の2年後輩にあたる。卒業して学園を離れる遠子を涙ながらに見送る心葉の姿を偶然目にし、一目惚れ。聖条学園入学後、彼が部長をしていることを知って文芸部に入部。しかし心葉目当てで入部したため小説はほとんど読んだことがなく、作文も苦手である。遠子とは正反対で、ホラーやスプラッタが大好き。中学時代にはテニス部に所属していたため、体力には自信があるらしい。
文芸部の前部長（遠子）が心葉の想い人であると知り、彼女のような文学少女になれるように日々奮闘している。昔、髪型がショートカットで男の子に間違えられたことがあり、少しトラウマになっている。そのため、髪を伸ばしている。
『半熟作家』では快斗の初恋の文学少女として登場。隣町の図書館で司書のアルバイトをしていた際に小学生の快斗と出会っている。その時はくせっ毛の髪にストレートパーマをかけている。
雀宮 快斗（すずめのみや かいと）
『“文学少女”な編集者』から登場した、最終巻の主人公。高校生デビューした天才作家であり、「井上ミウの再来」、「第二の井上ミウ」と呼ばれている。
薫風社文学新人賞特別賞を受賞し、アニメ化もコミック化もドラマ化もグッズ化もされた「ハードボイルド高校生・業平凉人」シリーズの作者で、そのルックスから若者向け男性雑誌でモデルとしても活躍している。

### サブキャラクター
森 紅楽々（もり くらら）
声 - 下田麻美
ななせの親友でクラスメイト。小学生の頃にからかわれた過去があって、下の名前を呼ばれるのを嫌がっており、作中では亮太に呼ばれるごとに悲鳴を上げている。そのため「森ちゃん」と呼ばれているが、亮太と付き合い始めてからは彼だけは（二人っきりの時だけに）呼ぶことを認めている。ななせの恋を誰よりも応援しており、お節介だと彼女によく怒られる。心葉がななせを振った時は彼に思い切りビンタを喰らわせた。当初は一詩が好きだったが、ななせと一緒に帰る亮太に対して複雑な感情を抱き始める。
冬柴 瞳（ふゆしば ひとみ）
『見習いの、初戀。』から登場する菜乃の親友で、『見習いの、寂寞。』ではキーパーソンの一人として登場。クールで、ショートカットにほっそりとした顔つきで美人。菜乃に対しては素っ気無く接しているが、その理由は『見習いの、寂寞。』で明らかになる。
井上 舞花（いのうえ まいか）
声 - 津田美波
心葉の妹。エピローグ及び挿話集4では中学生になっている。 本編ではあまり登場しないが、『不機嫌な私と檸檬の君（挿話集4）』では主人公として登場する。

### 各巻の登場人物

#### 『死にたがりの道化』
片岡 愁二（かたおか しゅうじ）
聖条学園の元弓道部員。恋人・咲子の死後に自殺。心葉と容姿が似ている。
真鍋 茂（まなべ しげる）
声 - 加瀬康之
10年前の弓道部キャプテン。愁二と同級生。現在でも後輩の指導にきている。
城島 咲子（きじま さきこ）
愁二の恋人。10年前に事故で亡くなった。
添田 康之（そえだ やすゆき）
声 - 竹本英史
10年前の弓道部員。愁二と同級生。現在でも後輩の指導にきている。
添田 理保子（そえだ りほこ）
声 - 中島沙樹
10年前の弓道部マネージャー。愁二と同級生。現在でも後輩の指導にきている。
旧姓は瀬名で、現在は康之と結婚している。
斉藤 静（さいとう しずか）
千愛の親友で彼女にあひるのマグカップをプレゼントしている。交通事故で亡くなった。彼女の死は千愛にトラウマと後悔を植え付けており、千愛は今でも自分が原因で死なせてしまったことを完全に吹っ切れてはいない。

#### 『飢え渇く幽霊』
雨宮 蛍（あめみや ほたる）
声 - 川澄綾子
彼女と付き合うと不幸な事が起こると言われている。よく保健室に運ばれており、その原因は何らかの理由による拒食症。麻貴の友人。
九條 夏夜乃（くじょう かやの）
声 - 川澄綾子
雨宮蛍の母親。九條は旧姓。拒食症。蛍が幼いときに亡くなった。
黒崎 保（くろさき たもつ）
声 - 東地宏樹
蛍の後見人。
ハルミ
美人なバーガー店店員。流人の彼女の一人だが比較的あっさりした関係。
『幽霊』以降もところどころに登場し流人の破天荒っぷりに呆れつつも、彼がとんでもないことに巻き込まれていないか心配している。

#### 『繋がれた愚者』
更科 繭里（さらしな まゆり）
声 - 中原麻衣
旧姓は小西。一詩の彼女を自称する。長い黒髪を持つ美人。実は一詩の小学校時代のクラスメイトで、ある事件の後両親が離婚、転校している。
鹿又 笑（かのまた えみ）
声 - 宮原永海
一詩の小学校時代のクラスメイト。ある事件の後に転校した。教科書に載っていた芥川龍之介の『蜜柑』が好き。

#### 『穢名の天使』
水戸 夕歌（みと ゆうか）
ななせの親友。白藤音大付属の高校に通っている。将来の夢はオペラ歌手。挿話集2では不器用ながらも心葉に接しようとするななせの相談役をしていた。
『穢名の天使』ではななせと連絡が途絶えてしまうが、今作では彼女や心葉も知らない真相が明らかになる。
臣 志朗（おみ しろう）
『見習いの、傷心』、『見習いの、怪物』では彼の登場を思わせるような描写がある。心葉を毛嫌いしている少年。ななせに密かな想いを寄せる。
毬谷 敬一（まりや けいいち）
心葉たちの学校の音楽教師。
鏡 粧子（かがみ しょうこ）
夕歌の通う高校の教師。敬一とは大学時代の友人。

#### 『月花を孕く水妖』
姫倉 ゆり（ひめくら ゆり）
姫倉家の縁者で80年前に姫倉の別荘に住んでいた。
敷島 秋良（しきしま あきら）
学生。80年前に姫倉の別荘を訪ね、ゆりと恋仲になった。
魚谷 紗代（うおたに さよ）
麻貴の別荘でメイドとして働いている。中学1年生。『見習いの、傷心。』にも登場。
ゆりに似た面影を持つ遠子を慕っている。心葉とは最初、遠子への接し方から冷たく接していたが後にある想いを抱くようになり、『見習いの、傷心』では文通をしていることが明らかになっている。

#### 『神に臨む作家』
櫻井 叶子（さくらい かなこ）
声 - 三石琴乃
櫻井流人の母親で作家。結衣とは中学時代からの親友。
衝撃的な作品を書くことで有名であり、それによってかなりのバッシングも受けていた。しかし作家としては間違いなく「本物」であり、その文体と話運びはひどく美しい。
天野 文陽（あまの ふみはる）
声 - 藤原啓治
遠子の父親で、叶子の担当編集者をしていた。
遠子と同じ本を食べる人間。交通事故で妻の結衣と同時に亡くなっている。
天野 結衣（あまの ゆい）
声 - 井上喜久子
遠子の母親。叶子とは中学時代からの親友。かつては作家を目指していた。
須和 拓海（すわ たくみ）
流人の父親。息子同様女性関係が派手で叶子と出会ったときは19歳だった。猫を助けようとして交通事故に遭い、病院に搬送されたが手術中に亡くなった。
佐々木（ささき）
声 - 千葉進歩
薫風社の編集者で文陽の同僚。そのためよく会社に出入りしていた遠子や結衣と面識がある。井上ミウの担当編集者。

#### 『恋する挿話集』
反町 亮太（そりまち りょうた）
心葉、ななせ、紅楽々のクラスメイト。挿話集2においての主な語り手であり、「詩人」シリーズの主人公。
自分の恋路について散々な目に遭い若干やさぐれていたときに「文学少女」の遠子に出会う。以降彼女から様々な詩集を手渡され、それにかなり感化されながら時々「詩人」となって自分の物語をつむいでいく。紅楽々同様、人格などに難のある登場人物の多い作中で数少ない常識人。
牛園 たくみ（うしぞの たくみ）
『"文学少女"と恋する牛魔王（挿話集1）』、『"文学少女"と炎を上げる牛魔王（挿話集3）』に登場。
聖条学園柔道部主将。通称「炎の闘牛」。とある人物に恋をするが…。
新田 晴音（にった はるね）
『卵の歌姫と彷徨える天使（挿話集3）』に登場。音楽大学付属高校に通う女子高生。
仔鹿 里佳（こじか りか）
『迷える仔鹿と嘘つき人形（挿話集3）』、『頑張る仔鹿と臆病な旅行者（同）』に登場。千愛が勤めている中学の女子生徒。
馴染めずに浮いた存在になってしまった中学に不信感を抱きサボるようになるが、千愛や流人と関わっていくうちに変わっていく。
堀井 彩世（ほりい あやせ）
『頑張る仔鹿と臆病な旅行者』に登場。里佳のクラスメイト。いつもオシャレなクラスのリーダー的存在。
姫倉 悠人（ひめくら はると）
『道化のつぶやき（挿話集3）』、『蛍〜嵐のあとの陽の中で（挿話集4）』に登場。櫻井流人と姫倉麻貴の息子。
姫倉 蛍（ひめくら ほたる）
『蛍〜嵐のあとの陽の中で』に登場。姫倉麻貴と黒崎保の間に生まれた少女。
設楽（しだら）
『“文学少女”の今日のおやつ特別編』、『スノーグース（挿話集1）』と『百年後（挿話集4）』に登場。
本編終了後、遠子が進学した大学の寮に住んでいた彼女の一つ年上の先輩。

#### 『見習い』シリーズ
松本 和（まつもと なごむ）
『見習いの、心中。』に登場。西高の二年生。
芦屋 朱里（あしや あかり）
『見習いの、心中。』に登場。西高の養護教諭。
三上（みかみ）
『見習いの、心中。』に登場。松本和のクラスメイト。学年トップで真面目。
雛澤 幸（ひなざわ さち）
『見習いの、心中。』に登場。松本和の同級生。以前三上と付き合っていた。
仙道 十望子（せんどう ともこ）
『見習いの、怪物。』に登場。聖条学園二年一組の生徒で、合唱部の部長。一人称は「ボク」の明るい少女で、後輩から慕われている。
烏丸 雫（からすま しずく）
『見習いの、怪物。』に登場。仙道十望子の友人で、元合唱部員。一年前のある事件により合唱部を退部し、休学中。
忍成 良介（おしなり りょうすけ）
『見習いの、寂寞。』聖条学園の臨時の司書。普段は大学で働いている。
以前は瞳の家庭教師をしていたが、とある事件をきっかけに疎遠になってしまった。

#### 『半熟作家』シリーズ
梨本 守（なしもと まもる）
『“文学少女”な編集者』に登場。業平シリーズのファン。コンビニでバイトをしている。
清花（きよか）
『“文学少女”な編集者』に登場。梨本の彼女で、業平シリーズのヒロインの一人と同名。
早川 緋砂（はやかわ ひさ）
『スキャンダラスな淑女』に登場。遠子の担当作家で、ドラマ化された「スカーレットシリーズ」の作者。派手な美人で、テレビにも出演している。
馬場（ばば）
『スキャンダラスな淑女』に登場。遠子の次の早川の担当編集者。元は経済誌の編集をしていた。
寒河江（さがえ）
『空騒ぎの学友達』に登場。快斗のクラスの委員長。真面目な性格で、よく仁木に小言を言っているが仲は良い。
仁木（にき）
『空騒ぎの学友達』に登場。派手な服装で、軽くてズボラな性格。
鳴見 宝（なるみ たから）
『空騒ぎの学友達』に登場。明るい性格で、かつて通っていた学校では卓球で特待生だった。仁木とは小学校時代からの友人で、彼のことを「ニッキー」と呼ぶ。

## 漫画
以下の2種類の漫画化作品が連載されている。

### 原作の漫画化
高坂りとの作画で、小説第1巻を原作とする『“文学少女”と死にたがりの道化』の表題でスクウェア・エニックス刊『ガンガンパワード』2008年8月号より連載されていたが、同誌が2009年4月号を以て休刊したことに伴い後継誌『月刊ガンガンJOKER』へ移籍して同年5月号（創刊号）より2010年11月号まで連載された。1号分の中断を経て、引き続き2011年1月号より小説第2巻を原作とする『“文学少女”と飢え渇く幽霊』が連載され2013年9月号で終了した。

### スピンオフ
日吉丸晃の作画で、1話読み切りの作品として『“文学少女”と美味しい噺（）』の題で角川書店刊『ビーンズエース』Vol.17より連載されていたが、Recipe4より同出版社の『月刊Asuka』へ移動して2009年9月号より2010年4月号まで連載された。2010年6月号からは続編『“文学少女”と恋する詩人（）』が連載され2011年1月号で終了した。いずれもシナリオ協力に松田美弥。

## 制作背景
著者の野村美月は本作執筆以前に『Bad！ Daddy』や『うさ恋。』などコミカル路線の作品を手掛けていたが、担当編集者の荒川友希子が次はシリアス路線の作品を執筆してみてはどうかと提案したことで本作が誕生した。

## 評価

### 人気
ライトノベルのガイドブック『このライトノベルがすごい!』では数年に渡って紹介されている。
- 『2007』に初登場し、作品部門第8位に選出[18][19]。また、『“文学少女”と死にたがりの道化』は表紙部門で年間1位[20]、キャラクター部門でも本作から選出された。
- 続く『2008』では作品部門第3位に選出され[19]、他媒体への展開（メディアミックス）が行われていない作品（当時）としては最高位獲得作となった[21]。
- 本編終了後に発表の『2009』では作品部門、女性キャラクター部門（天野遠子）、イラストレーター部門（竹岡美穂）と、3部門で第1位に選出[22][19]。
- 本作のメディアミックス化が進む『2010』でも作品部門第3位、女性キャラクター部門で天野遠子が第2位、琴吹ななせが第3位、男性キャラクター部門でも井上心葉が第7位と高い評価を得ており、またイラストレーター部門では竹岡美穂が2年連続の第1位に選出された[23]。
- 原作シリーズの完結を控えた『2011』では作品部門で第6位となり、5年連続で同部門の（上位10作品として）選出された[24]。その他、女性キャラクター部門で天野遠子が第5位、琴吹ななせが第10位、また、イラストレーター部門では竹岡美穂が第3位に選出された[25]。

また、2007年に発表されたライトノベルアワードでは本作初刊『“文学少女”と死にたがりの道化』がミステリー部門賞を受賞した。

### 批評
ライターの宇佐見尚也は現実世界で過去に発表された文学作品が作中で発生する事件やエピソードのモチーフとなっており、作品それぞれの展開に沿うように物語が進行していく点が本作の特徴であると評している。
大島丈志は『ライトノベル研究序説』に掲載の「野村美月　“文学少女”シリーズ――『銀河鉄道の夜』から飛躍する文学少女」という自分の担当した記事において、『“文学少女”と慟哭の巡礼者』を、「『銀河鉄道の夜』のカルパネルラとジョバンニの関係を使用し、また、作家宮沢賢治の伝記や「敗れし少年の歌へる」など多数の賢治作品を埋め込みながら、個から普遍へという大きな理想をもつ物語を飛躍的な読みによって解釈し直し、個人の内面を重視する受容をおこなうことで、等身大の理想をゴールとし、作品中の現時点で悩める登場人物たちそれぞれが日常生活で救済されていく物語へと転換しているといえるだろう。」と考察している。

## 既刊一覧

### 小説
本編は全8巻完結、他に既刊として短編集4巻、外伝である「“文学少女”見習い」シリーズ3巻、シリーズ最終巻となる「半熟作家」がある。

#### 長編（本編）
| 巻 | タイトル                         | 発売日         | ISBN              | 題材                       | 題材の作者         |
| -- | -------------------------------- | -------------- | ----------------- | -------------------------- | ------------------ |
| 1  | “文学少女”と死にたがりの道化（） | 2006年4月28日  | 4-7577-2806-9     | 人間失格                   | 太宰治             |
| 2  | “文学少女”と飢え渇く幽霊（）     | 2006年8月30日  | 4-7577-2915-4     | 嵐が丘                     | エミリー・ブロンテ |
| 3  | “文学少女”と繋がれた愚者（）     | 2006年12月25日 | 4-7577-3084-5     | 友情                       | 武者小路実篤       |
| 4  | “文学少女”と穢名の天使（）       | 2007年4月28日  | 978-4-7577-3506-4 | オペラ座の怪人             | ガストン・ルルー   |
| 5  | “文学少女”と慟哭の巡礼者（）     | 2007年8月30日  | 978-4-7577-3685-6 | 銀河鉄道の夜               | 宮沢賢治           |
| 6  | “文学少女”と月花を孕く水妖（）   | 2007年12月25日 | 978-4-7577-3918-5 | 夜叉ケ池 / 草迷宮 / 外科室 | 泉鏡花             |
| 7  | “文学少女”と神に臨む作家（）上   | 2008年4月28日  | 978-4-7577-4173-7 | 狭き門                     | ジッド             |
| 8  | “文学少女”と神に臨む作家（）下   | 2008年8月30日  | 978-4-7577-4371-7 | 狭き門                     | ジッド             |

#### 短編集
| 巻 | タイトル                       | 発売日         | ISBN              |
| -- | ------------------------------ | -------------- | ----------------- |
| 1  | “文学少女”と恋する挿話集（） 1 | 2008年12月26日 | 978-4-7577-4578-0 |
| 2  | “文学少女”と恋する挿話集（） 2 | 2009年8月29日  | 978-4-7577-5039-5 |
| 3  | “文学少女”と恋する挿話集（） 3 | 2010年4月30日  | 978-4-04-726487-8 |
| 4  | “文学少女”と恋する挿話集（） 4 | 2010年12月25日 | 978-4-04-726960-6 |

| 巻 | 収録作品                                            | 題材                                 | 題材の作者                           |
| -- | --------------------------------------------------- | ------------------------------------ | ------------------------------------ |
| 1  | “文学少女”と恋する牛魔王（）                        | 初恋                                 | ツルゲーネフ                         |
| 1  | “文学少女”の今日のおやつ 〜『更級日記』〜           | 更級日記                             | 菅原孝標女                           |
| 1  | “文学少女”と革命する労働者（）                      | 蟹工船                               | 小林多喜二                           |
| 1  | “文学少女”の今日のおやつ 〜『万葉集』〜             | 万葉集                               | -                                    |
| 1  | “文学少女”と病がちな乙女（）                        | ダフニスとクロエー                   | ロンゴス                             |
| 1  | “文学少女”の今日のおやつ 〜『ムギと王さま』〜       | ムギと王さま                         | エリナー・ファージョン               |
| 1  | 無口な王子（）と歩き下手の人魚（）                  | 赤いろうそくと人魚                   | 小川未明                             |
| 1  | “文学少女”と扉のこちらの姫（）                      | 夏への扉                             | ハインライン                         |
| 1  | “文学少女”と浮気な預言者（）                        | サロメ                               | オスカー・ワイルド                   |
| 1  | “文学少女”の今日のおやつ 特別編〜『スノーグース』〜 | スノーグース                         | ポール・ギャリコ                     |
| 2  | 森ちゃんのつぶやき                                  | -                                    | -                                    |
| 2  | “文学少女”と愛を叫ぶ詩人（）                        | ハイネ詩集                           | ハインリヒ・ハイネ                   |
| 2  | “文学少女”の今日のおやつ 〜『ロリータ』〜           | ロリータ                             | ウラジミール・ナボコフ               |
| 2  | “文学少女”とキスを待てない詩人（）                  | バイロン詩集                         | ジョージ・ゴードン・バイロン         |
| 2  | “文学少女”の今日のおやつ 〜『飛ぶ教室』〜           | 飛ぶ教室                             | エーリッヒ・ケストナー               |
| 2  | ななせの恋日記 其ノ一 たったひとつの願いごと        | -                                    | -                                    |
| 2  | ななせの恋日記 其ノ二 大嫌いの裏側                  | -                                    | -                                    |
| 2  | ななせの恋日記 其ノ三 明日にはきっと                | -                                    | -                                    |
| 2  | “文学少女”と汚れつちまつた詩人（）                  | 中原中也詩集                         | 中原中也                             |
| 2  | “文学少女”の今日のおやつ 〜『銀の匙』〜             | 銀の匙                               | 中勘助                               |
| 2  | “文学少女”と祝福する詩人（）                        | ギタンジャリ（タゴール詩集）         | ラビンドラナート・タゴール           |
| 2  | ななせの恋日記 特別編                               | -                                    | -                                    |
| 3  | “文学少女”と炎を上げる牛魔王（）                    | 潮騒                                 | 三島由紀夫                           |
| 3  | “文学少女”の今日のおやつ 〜『好色五人女』〜         | 好色五人女                           | 井原西鶴                             |
| 3  | “文学少女”と恋しはじめの女給（）                    | 歌行燈                               | 泉鏡花                               |
| 3  | “文学少女”の今日のおやつ 〜『谷間』〜               | 谷間（かわいい女・犬を連れた奥さん） | アントン・チェーホフ                 |
| 3  | 傷ついた紳士（）と穢れなき歌姫（）                  | 蝶々夫人                             | ジャコモ・プッチーニ                 |
| 3  | 卵の歌姫（）と彷徨える天使（）                      | さまよえるオランダ人                 | リヒャルト・ワーグナー               |
| 3  | 遠子おばタンの秘密                                  | -                                    | -                                    |
| 3  | 迷える仔鹿（）と嘘つき人形（）                      | ライ麦畑でつかまえて                 | J.D.サリンジャー                     |
| 3  | 頑張る仔鹿（）と臆病な旅行者（）                    | ティファニーで朝食を                 | トルーマン・カポーティ               |
| 3  | 道化（）のつぶやき                                  | -                                    | -                                    |
| 4  | “文学少女”見習いの、発見。                          | 銀河鉄道の夜                         | 宮沢賢治                             |
| 4  | “文学少女”と物思ふ公達（）                          | 堤中納言物語                         | -                                    |
| 4  | “文学少女”の今日のおやつ 〜『かもめのジョナサン』〜 | かもめのジョナサン                   | リチャード・バック                   |
| 4  | “文学少女”と幸福な子供（）                          | 最後の真珠                           | ハンス・クリスチャン・アンデルセン   |
| 4  | “文学少女”と騒がしい恋人たち（）                    | ばらとゆびわ                         | ウィリアム・メイクピース・サッカレー |
| 4  | アトリエの内緒話                                    | -                                    | -                                    |
| 4  | 不機嫌な私（）と檸檬の君（）                        | 檸檬                                 | 梶井基次郎                           |
| 4  | 美羽〜戸惑いながら一歩ずつ〜                        | たけくらべ                           | 樋口一葉                             |
| 4  | ななせ〜天使へのコール〜                            | -                                    | -                                    |
| 4  | 蛍〜嵐のあとの陽の中へ〜                            | 嵐が丘                               | エミリー・ブロンテ                   |
| 4  | “文学少女”の今日のおやつ 〜『桜の森の満開の下』〜   | 桜の森の満開の下                     | 坂口安吾                             |
| 4  | シュークリームの秘密                                | -                                    | -                                    |
| 4  | “文学少女”の今日のおやつ 特別編〜『百年後』〜       | 百年後                               | ラビンドラナート・タゴール           |

#### 長編（外伝）
| 巻 | タイトル                       | タイトル                       | 発売日               | ISBN                                                         |
| 巻 | タイトル                       | タイトル                       | 題材                 | 題材の作者                                                   |
| -- | ------------------------------ | ------------------------------ | -------------------- | ------------------------------------------------------------ |
| 1  | “文学少女”見習いの、初戀（）。 | “文学少女”見習いの、初戀（）。 | 2009年4月30日        | 978-4-7577-4829-3                                            |
| 1  | 収録作品                       | “文学少女”見習いの、初戀（）。 | デミアン             | ヘルマン・ヘッセ                                             |
| 1  | 収録作品                       | “文学少女”見習いの、心中（）。 | 曽根崎心中           | 近松門左衛門                                                 |
| 2  | “文学少女”見習いの、傷心（）。 | “文学少女”見習いの、傷心（）。 | 2009年12月26日       | 978-4-04-726030-6（通常版） 978-4-04-726029-0（DVD付特装版） |
| 2  | 収録作品                       | “文学少女”見習いの、傷心（）。 | みずうみ             | テオドール・シュトルム                                       |
| 2  | 収録作品                       | “文学少女”見習いの、怪物（）。 | フランケンシュタイン | メアリー・シェリー                                           |
| 3  | “文学少女”見習いの、卒業（）。 | “文学少女”見習いの、卒業（）。 | 2010年8月30日        | 978-4-04-726725-1                                            |
| 3  | 収録作品                       | “文学少女”見習いの、寂寞（）。 | こころ               | 夏目漱石                                                     |
| 3  | 収録作品                       | “文学少女”見習いの、卒業（）。 | 桜の園               | アントン・チェーホフ                                         |

#### 長編（最終巻）
| 巻       | タイトル                             | タイトル                         | 発売日                     | ISBN              |
| 巻       | タイトル                             | タイトル                         | 題材                       | 題材の作者        |
| -------- | ------------------------------------ | -------------------------------- | -------------------------- | ----------------- |
|          | 半熟作家と“文学少女”な編集者（）     | 半熟作家と“文学少女”な編集者（） | 2011年5月11日              | 978-4-04-727222-4 |
| 収録作品 | 半熟作家と“文学少女”な編集者（）     | 伊勢物語                         | -                          |                   |
| 収録作品 | 半熟作家とスキャンダラスな淑女（）   | 風と共に去りぬ                   | マーガレット・ミッチェル   |                   |
| 収録作品 | 半熟作家と空騒ぎの学友達（）         | ハムレット                       | ウィリアム・シェイクスピア |                   |
| 収録作品 | 半熟作家とページを捲る“文学少女（）” | 伊豆の踊り子                     | 川端康成                   |                   |

#### 単行本未収録作品
いつか、きみに会う日まで
画集『“文学少女”の追想画廊（）』収録。
木蓮（）の祈り
劇場版“文学少女”パンフレット収録。フェア対象書店ファミ通文庫2冊購入特典『ファミ通文庫 プレミアムストーリーブック』にも収録。
きみがいた夏の終わり
『“文学少女”の美味しい贈り物（）キャンペーン！』の賞品小冊子『“文学少女”と愛しの小節集（）』収録。フェア対象書店ファミ通文庫2冊購入特典『ファミ通文庫 プレミアムストーリーブック』にも収録。
“文学少女”の後輩な僕が幽霊だったころ……
「“文学少女”シリーズ」&「ヒカルが地球にいたころ……シリーズ」記念キャンペーン全員プレゼント小冊子。フェア対象書店ファミ通文庫2冊購入特典『ファミ通文庫 プレミアムストーリーブック』にも収録。
“文学少女”平安編書き綴る若君（）と読み語る女房（）
BD/DVD『劇場版“文学少女”』収録。
人魚姫（）は甘いロマンスが好き
DVD『“文学少女”メモワールI -夢見る少女の前奏曲-』収録。
雪の女王（）は愛を許さない
DVD『“文学少女”メモワールII -ソラ舞う天使の鎮魂曲-』収録。
美女（）はツンと顔をそむける
DVD『“文学少女”メモワールIII -恋する乙女の狂想曲-』収録。
甘い余談〜これからも、ずっと
画集『“文学少女”の追想画廊（） 2』収録。
“文学少女”後日譚 つれない編集者に捧げるスペシャリテ
アンソロジー『ショートストーリーズ 僕とキミの15センチ』収録。
ぼくと“文学少女”な奥さんの食卓事情
2019年1月9日公開note収録（公開終了）
雀宮快斗（）の追想～あの、光満ちる場所。
2019年1月27日公開note収録（公開終了）
半熟作家の宣言～この結婚式が終わったらオレ、初恋の人に告白するんだ
2019年1月27日公開note収録（公開終了）
“文学少女”な彼女が、バレンタインにGODIVA様をご所望です。
2019年3月1日公開note収録（公開終了）
僕と”文学少女”な訪問者と三つの伏線
アンソロジー『小説の神様 わたしたちの物語 小説の神様アンソロジー』収録。

##### 『“文学少女”と恋する挿話集』収録済
| 掲載 / エピソードタイトル                                                    | 題材 / 作者                                                      | 収録                                                                               |
| ---------------------------------------------------------------------------- | ---------------------------------------------------------------- | ---------------------------------------------------------------------------------- |
| 『“文学少女”の今日のおやつ』（FB Online 2007.1号 - 2008.2号まで掲載）        |                                                                  |                                                                                    |
| 第1回 「更級日記」                                                           | 『更級日記』（菅原孝標女）                                       | “文学少女”と恋する挿話集（） 1                                                     |
| 第2回 「かもめのジョナサン」                                                 | 『かもめのジョナサン』（リチャード・バック）                     | “文学少女”と恋する挿話集（） 4                                                     |
| 第3回 「桜の森の満開の下」                                                   | 『桜の森の満開の下』（坂口安吾）                                 | “文学少女”と恋する挿話集（） 4                                                     |
| 第4回 「谷間」                                                               | 『かわいい女・犬を連れた奥さん』「谷間」（アントン・チェーホフ） | “文学少女”と恋する挿話集（） 3                                                     |
| 第5回 「好色五人女」                                                         | 『好色五人女』（井原西鶴）                                       | “文学少女”と恋する挿話集（） 3                                                     |
| 第6回 「ムギと王さま」                                                       | 『ムギと王さま』（エリナー・ファージョン）                       | “文学少女”と恋する挿話集（） 1                                                     |
| 第7回 番外 ななせの恋日記                                                    | -                                                                | “文学少女”と恋する挿話集（） 2                                                     |
| 第8回 番外 続・ななせの恋日記                                                | -                                                                | “文学少女”と恋する挿話集（） 2                                                     |
| 第9回 番外 続々・ななせの恋日記                                              | -                                                                | “文学少女”と恋する挿話集（） 2                                                     |
| 第10回 「ロリータ」                                                          | 『ロリータ』（ウラジーミル・ナボコフ）                           | “文学少女”と恋する挿話集（） 2                                                     |
| 第11回 「飛ぶ教室」                                                          | 『飛ぶ教室』（エーリヒ・ケストナー）                             | “文学少女”と恋する挿話集（） 2                                                     |
| 第12回 「銀の匙」                                                            | 『銀の匙』（中勘助）                                             | “文学少女”と恋する挿話集（） 2                                                     |
| 最終回 「万葉集」                                                            | 『万葉集』                                                       | “文学少女”と恋する挿話集（） 1                                                     |
| 『“文学少女”の秘密の本棚』（FB Online 2008.3号より掲載 / 全10話 前後編構成） |                                                                  |                                                                                    |
| 第0回 『森ちゃんのつぶやき』                                                 | -                                                                | “文学少女”と恋する挿話集（） 2                                                     |
| 第1回 『“文学少女”と愛を叫ぶ詩人（）』                                       | 『ハイネ詩集』                                                   | “文学少女”と恋する挿話集（） 2                                                     |
| 第2回 『“文学少女”と扉のこちらの姫（）』                                     | 『夏への扉』（ロバート・A・ハインライン）                        | “文学少女”と恋する挿話集（） 2                                                     |
| 第3回 『“文学少女”と浮気な預言者（）』                                       | 『サロメ・ウィンダミア卿夫人の扇』（オスカー・ワイルド）         | “文学少女”と恋する挿話集（） 1                                                     |
| 第4回 『“文学少女”とキスを待てない詩人（）』                                 | 『バイロン詩集』                                                 | “文学少女”と恋する挿話集（） 2                                                     |
| 第5回 『“文学少女”と炎を上げる牛魔王（）』                                   | 『潮騒』（三島由紀夫）                                           | “文学少女”と恋する挿話集（） 3                                                     |
| 第6回 『迷える仔鹿（）と嘘つき人形（）』                                     | 『ライ麦畑でつかまえて』（J.D.サリンジャー）                     | “文学少女”と恋する挿話集（） 3                                                     |
| 第7回 『“文学少女”と幸福な子供（）』                                         | 『アンデルセン童話集』                                           | “文学少女”と恋する挿話集（） 4                                                     |
| 第8回 『不機嫌な私（）と檸檬の君（）』                                       | 『檸檬』（梶井基次郎全集 全1巻より）                             | “文学少女”と恋する挿話集（） 4                                                     |
| 最終回 『“文学少女”と騒がしい恋人たち（）』                                  | 『ばらとゆびわ』（サッカレイ）                                   | “文学少女”と恋する挿話集（） 4                                                     |
| その他の掲載・挿入作品                                                       |                                                                  |                                                                                    |
| “文学少女”と恋する牛魔王                                                     | 『はつ恋』（ツルゲーネフ）                                       | 『FBSP Vol.2 まかでみスペシャル』 “文学少女”と恋する挿話集（） 3                   |
| アトリエの内緒話                                                             | -                                                                | ファミ通文庫 小冊子「BUNGAKU-SHOUJO」 “文学少女”と恋する挿話集（） 4               |
| “文学少女”見習いの、発見。                                                   | 『銀河鉄道の夜』（宮沢賢治）                                     | FB Online 2010.9号 “文学少女”と恋する挿話集（） 4                                  |
| 文学少女"と物思ふ公達（）                                                    | 『堤中納言物語』                                                 | FB Online 特別短編 “文学少女”と恋する挿話集（） 4                                  |
| シュークリームの秘密                                                         | -                                                                | 画集『“文学少女”の追想画廊（）』 アニメイト販促特典 “文学少女”と恋する挿話集（） 4 |

### 関連書籍

#### 画集・ガイドブックなど
| タイトル                       | 発売日         | ISBN              |
| ------------------------------ | -------------- | ----------------- |
| “文学少女”の追想画廊（）       | 2008年12月26日 | 978-4-7577-4588-9 |
| “文学少女”Fantasy Art Book     | 2010年4月21日  | 978-4-04-726490-8 |
| “文学少女”のグルメな図書ガイド | 2010年4月21日  | 978-4-04-726491-5 |
| 劇場版“文学少女” -appetizer-   | 2010年4月21日  | 978-4-04-726508-0 |
| “文学少女”の追想画廊（）2      | 2011年5月30日  | 978-4-04-727310-8 |

#### 漫画
| 巻                                                                                  | 発売日         | ISBN              |
| ----------------------------------------------------------------------------------- | -------------- | ----------------- |
| 『“文学少女”と死にたがりの道化（）』（作画：高坂りと / スクウェア・エニックス刊行） |                |                   |
| 1                                                                                   | 2009年4月24日  | 978-4-7575-2545-0 |
| 2                                                                                   | 2010年2月22日  | 978-4-7575-2807-9 |
| 3                                                                                   | 2010年12月22日 | 978-4-7575-3103-1 |
| 『“文学少女”と美味しい噺（）』（作画：日吉丸晃 / 角川書店刊行）                     |                |                   |
| 1                                                                                   | 2010年1月26日  | 978-4-04-854411-5 |
| 2                                                                                   | 2010年4月26日  | 978-4-04-854467-2 |
| 『“文学少女”と飢え渇く幽霊（）』（作画：高坂りと / スクウェア・エニックス刊行）     |                |                   |
| 1                                                                                   | 2011年8月22日  | 978-4-7575-3340-0 |
| 2                                                                                   | 2012年8月22日  | 978-4-7575-3533-6 |
| 3                                                                                   | 2013年2月22日  | 978-4-7575-3884-9 |
| 4                                                                                   | 2013年11月22日 | 978-4-7575-4136-8 |
| 『“文学少女”と恋する詩人（）』（作画：日吉丸晃 / 角川書店刊行）                     |                |                   |
| 1                                                                                   | 2011年1月22日  | 978-4-04-854579-2 |

#### コラボアンソロジー
『コラボアンソロジー2 “文学少女”はガーゴイルとバカの階段を昇る』（2008年10月30日発売、ISBN 978-4-7577-4484-4）に“文学少女”のコラボレーション作品3編収録。
|   | タイトル                       | 執筆者   | コラボレーション作品（著者）         | 題材                                        |
| - | ------------------------------ | -------- | ------------------------------------ | ------------------------------------------- |
| 1 | “文学少女”と乙女に集う召喚獣   | 野村美月 | 『バカとテストと召喚獣』（井上堅二） | ウォルター・スコット著『アイヴァンホー』    |
| 2 | “文学少女”と殺された莫迦（）   | 井上堅二 | 『バカとテストと召喚獣』（井上堅二） | 紫式部著『源氏物語』「葵」 / 『千一夜物語』 |
| 3 | “文学少女”とやってきた走者（） | 野村美月 | 『学校の階段』（櫂末高彰）           | アラン・シリトー著『長距離走者の孤独』      |

## CD
いずれも ランティス GloryHeaven より発売。

### ドラマCD
2009年 - 2010年に6点が発売された。原作の最初の3巻が忠実にCDドラマ化され、原作1巻相当が、前後編それぞれ2枚組の計4枚で構成される。
声優はアニメと共通。ドラマCD第1巻は、キャスティングが最初に発表されたメディアである。
前篇オープニング曲にeufonius「マナ」、前篇エンディング曲にAnnabel「さよならの続きへ」、後篇エンディング曲にCooRie「金色の風景」。いずれも『“文学少女”と夢現の旋律』にフルバージョンが収録。
- ドラマCD版 “文学少女”と死にたがりの道化（）
  - 【前篇】 2009年10月21日
  - 【後篇】 2009年11月25日
- ドラマCD版 “文学少女”と飢え渇く幽霊（）
  - 【前篇】 2010年2月24日
  - 【後篇】 2010年3月24日
- ドラマCD版 “文学少女”と繋がれた愚者（）
  - 【前篇】 2010年9月22日
  - 【後篇】 2010年11月24日

### サウンドトラック
- 劇場版“文学少女”オリジナルサウンドトラック〜追想音楽Musique du film〜 2010年5月1日
- “文学少女”メモワール サウンドトラックI -夢見る少女 の前奏曲（） - 2010年7月7日
- “文学少女”メモワール サウンドトラックII -ソラ舞う天使の鎮魂曲（） - 2010年10月27日
- “文学少女”メモワール サウンドトラックIII -恋する乙女の狂想曲（） - 2011年1月26日

### その他のCD
“文学少女”と夢現の旋律
2009年8月14日
イメージ曲集。イメージムービーDVDつき。
歌: eufonius、kukui（霜月はるか & myu）、伊藤真澄、Annabel、CooRie、KOKIA、インスト曲: 伊藤真澄。
ドラマCDで使われた eufonius「マナ」、Annabel「さよならの続きへ」、CooRie「金色の風景」のフルバージョンも収録。
遥かな日々
2010年5月1日
eufoniusによる『劇場版“文学少女”』主題歌シングル。
夢想庭園
2010年7月7日
CooRieによる『“文学少女”メモワール』主題歌シングル。

## アニメ
主要スタッフ・声優はいずれも同じ。

### 今日のおやつ 〜はつ恋〜
『“文学少女”今日のおやつ 〜はつ恋〜』が、2009年12月26日に発売の『DVD付特装版“文学少女”見習いの、傷心。』に収録された。

#### スタッフ
- 監督・絵コンテ - 多田俊介
- シリーズ構成 - 山田由香
- 脚本 - 笹野恵
- キャラクターデザイン・総作画監督 - 松本圭太
- 作画監督 - 石川真理子
- 演出 - 江崎慎平
- 美術監督 - 鈴木路恵
- 色彩設計 - 津守裕子
- 撮影監督 - 田中宏侍
- 音響監督 - 中嶋聡彦
- 音楽 - 伊藤真澄
- アニメーション制作 - Production I.G
- 製作 - “文学少女”製作委員会

### 劇場版
『劇場版“文学少女”』として2010年5月1日に公開された。エンターブレイン設立10周年記念作品。
2009年4月にコミック版第1巻と『“文学少女”見習いの、初戀。』の書店向けリリース情報より、劇場アニメ版がProduction I.Gにて製作される予定と発表された。公開に先駆けて2009年12月26日に発売の『DVD付特装版“文学少女”見習いの、傷心。』に劇場版PVが収録された。
ぴあ初日満足度ランキング第4位。興行収入は5900万円を記録している。
DVDは2010年8月27日に発売。

#### スタッフ（劇場版）
- 監督 - 多田俊介[62]
- 監督助手 - 江崎慎平
- 原作 - 野村美月「“文学少女”シリーズ」（ファミ通文庫/エンターブレイン刊）[12]
- キャラクター原案 - 竹岡美穂[62]
- 脚本 - 山田由香[62]
- キャラクターデザイン・総作画監督 - 松本圭太[63]
- デザインワークス - 太田恵子[63]
- 絵コンテ - 笹木信作[63]、川崎逸朗[63]、亀井幹太[63]、多田俊介[63]
- 演出 - 多田俊介[63]、安川勝[63]、川崎逸朗[63]
- 作画監督 - 黄瀬和哉[63]、奥田陽介[63]、吉田優子[63]、関口可奈味[63]、手塚響平[63]、佐野恵一[63]
- 美術監督 - 鈴木路恵[63]
- 美術設定 - 塩澤良憲[63]、藤瀬智康[63]
- 色彩設計 - 津守裕子[63]
- 撮影監督 - 田中宏侍[63]
- 編集 - 植松淳一[63]
- 音楽 - 伊藤真澄[63]
- 音響監督 - 中嶋聡彦[63]
- プロデューサー - 鈴木健太[63]、高畑裕一郎[63]、橋本武志[63]、小池克実[63]、有永真仁[63]
- 配給 - クロックワークス[63]
- アニメーション制作 - プロダクション I.G[62]
- 製作 - “文学少女”製作委員会（エンターブレイン、ポニーキャニオン、ティー・オーエンタテインメント、ランティス、角川コンテンツゲート）[63]

#### 主題歌
「遥かな日々」
歌 - eufonius
作詞 - riya / 作曲・編曲 - 菊地創

### “文学少女”メモワール
『“文学少女”メモワール』として全3巻が刊行。劇場でも1週間期間限定先行上映された。各巻約30分。それぞれ遠子、美羽、ななせをメインとした物語となっている（I以外では遠子も端役である）。初回限定版のみ主演声優などによるオーディオコメンタリーが収録された。

#### 共通スタッフ
- 発売元 - エンターブレイン
- 販売元 - ポニーキャニオン
- 原作 - 野村美月『“文学少女”』シリーズ（ファミ通文庫/エンターブレイン刊）[17]
- キャラクター原案 - 竹岡美穂[17]
- 監督 - 多田俊介[17]
- シリーズ構成 - 山田由香[17]
- キャラクターデザイン・総作画監督 - 松本圭太[17]
- プロップデザイン - 太田恵子
- 美術デザイン - 藤瀬智康、塩澤良憲
- 美術監督 - 鈴木路恵
- 色彩設計 - 津守裕子
- 撮影監督 - 田中宏侍
- 編集 - 植松淳一
- 音楽 - 伊藤真澄[17]
- 音響監督 - 中嶋聡彦
- プロデューサー - 鈴木健太、高畑裕一郎、橋本武志、小池克実、有永真仁
- アニメーション制作 - Production I.G[17]
- 製作 - “文学少女”製作委員会（エンターブレイン、ポニーキャニオン、ティー・オーエンタテインメント、ランティス、角川コンテンツゲート）
- オープニングテーマ「夢想庭園」
作詞・作曲: rino / 編曲: 大久保薫 / 歌: CooRie / 2010年7月7日リリース

#### 各話情報
“文学少女”メモワールI-夢見る少女の前奏曲（プレリュード）-
遠子編。2010年5月15日劇場公開、2010年6月25日DVD発売。
出演: 花澤香菜（天野遠子）・宮野真守（櫻井流人）・三石琴乃（櫻井叶子）・藤原啓治（天野文陽）・井上喜久子（天野結衣）・千葉進歩（佐々木）・入野自由（井上心葉）
エンディングテーマ「言の葉」
作詞: KOKIA / 作曲・編曲: 伊藤真澄 / 歌: KOKIA
脚本: 笹野恵 / 絵コンテ: 石平信司 / 演出: 宇井良和 / 作画監督: 窪田康高
オーディオコメンタリー: 花澤香菜・伊藤真澄（音楽）・笹野恵（脚本）
“文学少女”メモワールII-ソラ舞う天使の鎮魂曲（レクイエム）-
美羽編。2010年5月22日劇場公開、2010年10月29日DVD発売。
出演: 平野綾（朝倉美羽）・入野自由（井上心葉）・山像かおり（美羽の母）・梅津秀行（美羽の父）・久川綾（心葉の母）・斎藤千和（井上心葉（小学生））
エンディングテーマ「青空の向こう」
作詞・作曲・編曲・歌: 伊藤真澄
脚本: 山田由香 / 絵コンテ・演出・作画監督: 田頭しのぶ
オーディオコメンタリー: 平野綾・斎藤千和
“文学少女”メモワールIII-恋する乙女の狂想曲（ラプソディ）-
ななせ編。2010年5月29日劇場公開、2010年12月24日DVD発売。
出演：: 水樹奈々（琴吹ななせ）・下田麻美（森ちゃん）・入野自由（井上心葉）・花澤香菜（天野遠子）・豊崎愛生（竹田千愛）
エンディングテーマ「陽だまり白書」
作詞・作曲: rino / 編曲：大久保薫 / 歌：CooRie
脚本: 笹野恵 / 絵コンテ: 山本秀世 / 演出: 鈴木健太郎 / 作画監督: 奥田陽介
オーディオコメンタリー: 下田麻美・rino

## ラジオ
『ラジオ“文学少女”〜真夜中の文芸部〜』が超!A&G+、ランティスウェブラジオ、ファミ通.com公式サイトにて放送されていた。パーソナリティはアニメで主演の花澤香菜（天野遠子 役）と入野自由（井上心葉 役）。
開始から第35集（2010年9月4日）まではパーソナリティは花澤のみだったが、第36集（2010年9月11日放送分）から番組がリニューアルされ入野が参加した。2人は共演せず、奇数回はリニューアル前を踏襲した花澤パーソナリティの回、偶数回はゲストを迎える入野パーソナリティの回となっており、花澤回と入野回の間で内容の繋がりは薄い。

### 放送時間
- 2010年01月09日 – 2011年01月01日
  - 超!A&G+ 毎週土曜日 24時00分 – 24時30分
- 2010年01月16日 – 2011年01月08日
  - ランティスウェブラジオ、ファミ通.com公式サイト 毎週土曜更新（7日遅れ）

### コーナー
オープニングトーク
台本に作家（放送日に関連した人物のこともある）の写真が貼られており、その人物についてトークする。
文学ポスト
リスナーから寄せられたふつおたを紹介する。
あとがき→文芸部の活動日誌
パーソナリティが放送回の感想を述べる。入野回ではゲストからの短いメッセージを入野が読む。

#### 花澤回
今日のおやつ（ – 第51集）
花澤が「3つのお題」を出し、それに対しリスナーから寄せられた三題噺を紹介する。お題は数週ごとに新しくなる。
教えて!“文学少女”（第37集 – 第51集）
リスナーから寄せられた架空の小説の題名に対し、花澤が即興で内容をでっちあげて解説する。
なお、同様のコーナーが『花澤香菜のひとりでできるかな?』でも存在する。

#### 入野回
自由の部屋（第36集 – ）
『“文学少女”』にかかわる人をゲストに招き、話を伺う。ゲストはここで初登場するが、そのまま番組最後までいる。
ギルティーマイスター（第36集 – ）
リスナーから寄せられた、心葉のような罪深いエピソードを紹介し、入野とゲストが判定する。ゲストも自分のエピソードを1つ披露する。

#### 第35集まで
今日のおやつ（第??集 – ）
#花澤回参照。
ファミ通文庫 インフォメーション（第??集 – 第??集）
ファミ通文庫からのおしらせ。
代筆します!（第??集 – 第??集）
リスナーから寄せられた、ラブレターや退職届など「どうやって書いていいか分からない文章」の依頼に対し、放送作家（ちゃんこ）が代筆した文を紹介する。
真夜中の朗読会（第??集 – 第35集）
ファミ通文庫のライトノベルの一節を朗読する。さらに、朗読した作品にちなんだチャレンジを行う。

### ゲスト
- 2010年05月08日（第18集） - 入野自由（コメントゲスト）、平野綾（コメントゲスト、朝倉美羽 役）、多田俊介（コメントゲスト、アニメ監督）、伊藤真澄（アニメ音楽）
- 2010年08月14日（第32集） - rino（CooRie、『メモワール』OP主題歌）
- 2010年09月25日（第38集） - 多田俊介
- 2010年10月09日（第40集） - 平野綾
- 2010年10月23日（第42集） - 山田由香（アニメ脚本）、黒木類（Production I.G、アニメ制作）
- 2010年11月06日（第44集） - 下田麻美（森紅楽々 役）
- 2010年11月20日（第46集） - riya（eufonius、『劇場版』主題歌）
- 2010年12月04日（第48集） - 松本圭太（アニメキャラクターデザイン）
- 2010年12月18日（第50集） - 水樹奈々（琴吹ななせ 役）

### 公開イベント
- 2010年1月24日（同年2月6日の第5回で配信） みらい館大明体育館（池袋）。ドラマCD『“文学少女”と死にたがりの道化（）』発売記念イベントを兼ねる。ゲスト: Riya（イベントのみの出演でラジオには出演なし）。
- 2010年3月28日東京国際アニメフェア2010「ラジオ文学少女スペシャルステージ」（同日超!A&G+で生放送）。

| 超!A&G+ 土曜24:00-24:30枠                 | 超!A&G+ 土曜24:00-24:30枠          | 超!A&G+ 土曜24:00-24:30枠                                      |
| 前番組                                    | 番組名                             | 次番組                                                         |
| ----------------------------------------- | ---------------------------------- | -------------------------------------------------------------- |
| 花澤香菜のひとりでできるかな?（リピート） | ラジオ“文学少女”〜真夜中の文芸部〜 | 超!A&G+スペシャル（リピート2） （2011年1月8日 -2012年1月21日） |

## キャンペーン
- 2010年4月12日から5月9日まで、ピザハットでコラボレーションキャンペーンがおこなわれた。
- 2011年3月7日よりオトバンクのコンテンツ「朗読少女」で第1巻の朗読の有料配信がおこなわれている。